# Milton Subotsky
Milton Subotsky est un scénariste américain, également producteur de cinéma et de télévision, né le 27 septembre 1921 à New York (États-Unis), et mort le 27 juin 1991  à Londres (Royaume-Uni).

## Filmographie

### comme producteur
- 1954 : Junior Science (série TV)
- 1956 : Rock, Rock, Rock!
- 1957 : Jamboree
- 1960 : La Cité des morts (The City of the Dead)
- 1962 : It's Trad, Dad!
- 1965 : Dr. Who et les Daleks (Dr. Who and the Daleks)
- 1965 : Le Train des épouvantes (Dr. Terror's House of Horrors)
- 1965 : The World of Abbott and Costello
- 1965 : Le Crâne maléfique (The Skull)
- 1966 : The Deadly Bees
- 1966 : Les Daleks envahissent la Terre (Daleks' Invasion Earth: 2150 A.D.)
- 1966 : Poupées de cendre (The Psychopath) de Freddie Francis
- 1967 : Le Jardin des tortures (Torture Garden) de Freddie Francis
- 1967 : The Terrornauts
- 1967 : They Came from Beyond Space
- 1968 : Le Coup du lapin (Danger Route)
- 1968 : L'Anniversaire (The Birthday Party)
- 1969 : A Touch of Love
- 1970 : Lâchez les monstres (Scream and Scream Again)
- 1970 : La Maison qui tue (The House That Dripped Blood)
- 1970 : The Mind of Mr. Soames
- 1971 : I, Monster
- 1972 : Histoires d'outre-tombe (Tales from the Crypt)
- 1972 : What Became of Jack and Jill?
- 1972 : Asylum
- 1973 : Frissons d'outre-tombe (From Beyond the Grave)
- 1973 : Le Caveau de la terreur (The Vault of Horror)
- 1973 : And Now the Screaming Starts!
- 1973 : Tales That Witness Madness
- 1974 : Madhouse de Jim Clark
- 1974 : Le Mystère de la bête humaine (The Beast Must Die)
- 1975 : Le Sixième continent (The Land That Time Forgot)
- 1976 : Centre terre, septième continent (At the Earth's Core)
- 1977 : The Cats Killers (The Uncanny)
- 1979 : Dominique
- 1980 : Le Club des monstres (The Monster Club)
- 1980 : The Martian Chronicles (feuilleton TV)
- 1985 : Cat's Eye
- 1986 : Maximum Overdrive
- 1991 : Vengeance diabolique (Sometimes They Come Back) (TV)
- 1992 : Le Cobaye (The Lawnmower Man)
- 1996 : Sometimes They Come Back... Again

### comme scénariste
- 1956 : Rock, Rock, Rock
- 1957 : Jamboree
- 1958 : Lost Lagoon
- 1959 : La Rafale de la dernière chance (en) (The Last Mile) d'Howard W. Koch
- 1962 : It's Trad, Dad!
- 1963 : Juke-Box 65 (Just for Fun)
- 1965 : Dr. Who and the Daleks
- 1965 : Le Train des épouvantes (Dr. Terror's House of Horrors)
- 1965 : Le Crâne maléfique (The Skull)
- 1966 : Les Daleks envahissent la Terre (Daleks' Invasion Earth: 2150 A.D.)
- 1967 : They Came from Beyond Space
- 1971 : I, Monster
- 1972 : Histoires d'outre-tombe (Tales from the Crypt)
- 1973 : Le Caveau de la terreur (The Vault of Horror)
- 1976 : Centre terre, septième continent (At the Earth's Core)